# Ligue 1 (Mali)
La Ligue 1, nota per motivi di sponsorizzazione come Ligue 1 Orange, è la principale competizione di pallacanestro per club in Mali. Il campionato, organizzato dalla Federazione cestistica del Mali, vede la partecipazione di nove squadre per l'edizione 2024-2025. La squadra più titolata della lega è lo Stade Malien, che ha conquistato un numero record di diciannove campionati.
I campioni della lega hanno diritto a partecipare al Road to BAL, torneo di qualificazione alla Basketball Africa League (BAL).

## Squadre partecipanti
Di seguito l'elenco delle 8 squadre che hanno partecipato all'edizione 2024-2025 della lega
| Squadra              | Città       |
| -------------------- | ----------- |
| AS Police            | Bamako      |
| Attar Club           | Kidal       |
| USFAS Bamako         | Bamako      |
| AS Real Bamako       | Bamako      |
| Stade Malien         | Bamako      |
| Centre Mamoutou Kané | Kalabancoro |
| CRBT                 | Timbuctù    |
| AS Faso-Kanu         | Bamako      |

## Albo d'Oro
| Stagione | Campione          | Finalista             | Risultato | Note   |
| -------- | ----------------- | --------------------- | --------- | ------ |
| 1992     | Stade Malien (1)  | sconosciuto           |           | [ 2 ]  |
| 1993     | sconosciuto       | sconosciuto           |           |        |
| 1994     | Stade Malien (2)  | sconosciuto           |           | [ 2 ]  |
| 1995     | Stade Malien (3)  | sconosciuto           |           | [ 2 ]  |
| 1996     | sconosciuto       | sconosciuto           |           |        |
| 1997     | Stade Malien (4)  | sconosciuto           |           | [ 2 ]  |
| 1998     | Stade Malien (5)  | sconosciuto           |           | [ 2 ]  |
| 1999     | Stade Malien (6)  | sconosciuto           |           | [ 2 ]  |
| 2000     | Stade Malien (7)  | sconosciuto           |           | [ 2 ]  |
| 2001     | Stade Malien (8)  | sconosciuto           |           | [ 2 ]  |
| 2002     | Stade Malien (9)  | sconosciuto           |           | [ 2 ]  |
| 2003     | Stade Malien (10) | sconosciuto           |           | [ 2 ]  |
| 2004     | Stade Malien (11) | sconosciuto           |           | [ 2 ]  |
| 2005     | Stade Malien (12) | sconosciuto           |           | [ 2 ]  |
| 2006     | Stade Malien (13) | sconosciuto           |           | [ 2 ]  |
| 2007     | sconosciuto       | sconosciuto           |           |        |
| 2008     | sconosciuto       | sconosciuto           |           |        |
| 2009     | AS Real Bamako    | AS Police             |           | [ 3 ]  |
| 2010     | AS Real Bamako    | Stade Malien          | 79–62     | [ 4 ]  |
| 2011     | Stade Malien (14) | sconosciuto           |           |        |
| 2012     | Stade Malien (15) | sconosciuto           |           |        |
| 2013     | AS Real Bamako    | USFAS Bamako          | 3–1       | [ 5 ]  |
| 2014     | Stade Malien (16) | AS Police             | 3–1       | [ 6 ]  |
| 2014–15  | AS Real Bamako    | Centre Bintou Dembélé | 3–2       | [ 7 ]  |
| 2015–16  | AS Police (1)     | Centre Bintou Dembélé |           | [ 8 ]  |
| 2016–17  | sconosciuto       | sconosciuto           |           |        |
| 2017–18  | USFAS Bamako (1)  | Stade Malien          | 3–0       | [ 9 ]  |
| 2018–19  | AS Police (2)     | USFAS Bamako          | 67–53     |        |
| 2019–20  | AS Police (3)     | Attar Club            | 3–1       | [ 10 ] |
| 2020–21  | AS Police (4)     | Attar Club            | 2–0       | [ 11 ] |
| 2021–22  | Stade Malien (17) | AS Mandé              | 3–0       | [ 12 ] |
| 2022–23  | Stade Malien (18) | USFAS Bamako          | 3–0       | [ 13 ] |
| 2023–24  | Stade Malien (19) | AS Police             | 3–1       | [ 14 ] |
| 2024–25  | CRBT (1)          | Stade Malien          | 3–2       | [ 15 ] |

## Titoli per squadra
| Squadra        | Campioni | Finalista | Anni vittorie | Anni finalista         |
| -------------- | -------- | --------- | --- | ---------------------- |
| Stade Malien   | 19       | 3         | 1992, 1994, 1995, 1997, 1998, 1999, 2000, 2001, 2002, 2003, 2004, 2005, 2006, 2011, 2012, 2014, 2021–22, 2022–23, 2023–24 | 2010, 2017–18, 2024–25 |
| AS Real Bamako | 4        | 0         | 2009, 2010, 2013, 2014–15                                                                                                 |                        |
| AS Police      | 4        | 3         | 2015–16, 2018–19, 2019–20, 2020–21                                                                                        | 2009, 2014, 2023–24    |
| USFAS Bamako   | 1        | 3         | 2017–18 | 2013, 2018–19, 2022–23 |
| CRBT           | 1        | 0         | 2024–25 |                        |